# 谷川亜華葉
谷川 亜華葉（たにがわ あげは、2003年6月15日 - ）は、日本の女子競泳選手。大阪府出身。2020年東京オリンピック競泳日本代表。

## 経歴
大阪市立大正東中学校、四條畷学園高等学校出身、近畿大学在学中。
4歳のときに、両親の影響で水泳を始める。
2019年、全国高等学校総合体育大会水泳競技大会で200m・400m個人メドレーで2冠を達成。
2021年4月3日、第97回日本選手権水泳競技大会の400m個人メドレーで派遣標準記録を突破し、2位に入ったため2020年東京オリンピック日本代表に内定した。
2024年パリオリンピック競泳女子400メートル個人メドレー予選では4分43秒18のタイムで同組の8位、全体の13位となり予選敗退となった。

## 主な実績
- 2018年全国中学　200m個人メドレー6位[6]　400m個人メドレー2位[1]
- 2019年高校総体　200m個人メドレー優勝[2]　400m個人メドレー優勝[2]
- 2020年日本選手権　200m個人メドレー9位[7]　400m個人メドレー2位[8]
- 2021年日本選手権　400m個人メドレー2位[2]
- 2022年代表選考会　400m個人メドレー優勝・高校新記録[9]